# 马丁·斯科塞斯
马丁·查尔斯·斯科塞斯（英語：Martin Charles Scorsese，英语发音：/skɔːrˈsɛsi/ skor-SESS-ee，義大利語發音：[skorˈseːze]；1942年11月17日—），美國電影導演、監製、編劇和電影歷史學家。在他至今已超過50年的演藝生涯中，他的電影以黑色暴力描寫和大量粗口而著名，亦為AFI終身成就獎、金球獎終身成就獎和甘迺迪中心榮譽獎得主，並曾獲得奧斯卡金像獎、凱撒獎、金棕櫚獎、坎城影展最佳導演獎、銀獅獎、格萊美獎、艾美獎、金球獎、英國電影學院獎和美國導演工會獎。他被認為是20世紀美國新荷里活電影浪潮中，具有重要影響力的電影製作人之一。
他曾執導過多部里程碑電影，例如犯罪片《殘酷大街》（1973年）、驚悚片《計程車司機》（1976年）、傳記運動片《狂牛》（1980年）、黑色喜劇《喜劇之王》、犯罪片《盜亦有道》（1990年）和《賭城風雲》（1995年），他與演員及好友羅拔·迪尼路在這些電影中合作。史高西斯也與演員里安納度·狄卡比奧合作過六部電影，由《紐約風雲》（2002年）至《花月殺手》（2023年）。
史高西斯另外的電影包括音樂會電影《最後華爾茲》（1978年）、黑色喜劇《下班後》（1985年）、《基督的最後誘惑》（1988年）、心理驚悚片《海角驚魂》（1991年）和《隔離島》（2010年）、傳記片《神鬼玩家》（2004年）、歷史冒險片《雨果的冒險》（2011年）以及史詩宗教片《沉默》（2016年）。他的作品也包括HBO電視劇《酒私風雲》和《黑膠時代》的首集。他憑著犯罪電影《無間道風雲》（2006年）獲第79屆奧斯卡金像獎最佳導演。

## 早年

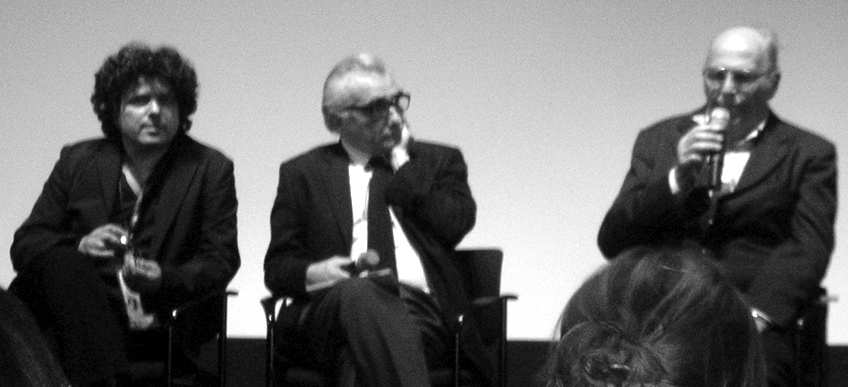
由左至右：Salvo Cuccia、史高西斯和Vittorio De Seta在2005年翠貝卡電影節

馬丁·斯科塞斯的雙親是義大利西西里島人，兩人都是在紐約市出生。父親是查爾斯·史高西斯，是一名熨衣員及演員，母親是嘉芙蓮·史高西斯，是名裁縫師及演員，他們同樣在曼克頓的服裝區工作。他們在皇后區居住並且生下馬丁，後來移居到曼克頓小意大利區。史高西斯從小就在天主教的環境成長，而他最初是想成為一名神父。小時候患有哮喘，不能夠與其他孩子正常玩耍，所以他的父母和哥哥經常帶他到電影院看電影，由此他在自己的人生中發展出對電影的熱情。青少年時期的史高西斯經常去商店租看鮑爾與普萊斯柏格導演的《魔宮艷舞》（The Tales of Hoffmann），他是僅有兩個會租借這電影膠片的人之一，另一個人是《活死人之夜》的導演喬治·安德魯·羅梅羅。

## 生涯

### 早期生涯
斯科塞斯唸布朗克斯區的 Cardinal Hayes High School 中學，然後在1960年進入知名的紐約大學唸電影系，大學時期曾制作三部短片，《你這麼好的女孩在這裡幹什麼》（1963年）、《那不僅是你，默里！》（1964年）及《剃鬚記》（1967年）。1966年斯科塞斯拿到電影碩士，1967年他拍攝了第一部長篇的黑白電影《I Call First》，後來改名為《誰在敲我的門》（Who's That Knocking at My Door），男演員是夏菲·基圖，而電影剪接是塞爾瑪·斯昆梅克，之後他們兩人成為史高西斯的長期合作伙伴。在1968年到1970年之間史柯西斯留在紐約大學電影系任教。

### 1970年代
他與一些有影響力的1970年代「電影小子」成為朋友，包括白賴仁·龐馬、法蘭斯·哥普拉、佐治·魯卡斯及史提芬·史匹堡，而白賴仁·龐馬則介紹史高西斯給羅拔·迪尼路認識。在這段期間，史柯西斯曾經在1970年擔任傳奇演唱會紀錄片《胡士托》的助理導演，並遇見了演員及導演約翰·卡薩維蒂，他也成為史柯西斯的一個親密朋友和導師。
1972年，史柯西斯為B級片監製羅傑·科曼執導經濟大蕭條時代的電影《冷血霹靂火》，科曼也幫助過多名導演例如法蘭西斯·柯波拉、詹姆士·柯麥隆和約翰·塞爾斯開始他們的職業生涯。科曼教史高西斯用最少的錢或時間拍攝娛樂電影，為年輕導演將會拍攝《窮街陋巷》的挑戰而準備。在電影上映後，卡薩維蒂鼓勵史柯西斯製作他想製作的電影，而不是別人的項目。
《窮街陋巷》是史柯西斯、迪尼路和基圖的一個突破，電影被有影響力的影評家保利娜·基尔所擁護。到現在，史柯西斯的招牌風格已經到位：男子氣概、血腥暴力、天主教罪咎和救贖、真實的紐約現場（雖然《窮街陋巷》大多數實際是在洛杉磯拍攝）、一連串剪接和用當代音樂作配樂 。雖然這部電影是很創新，它緊張的氣氛、前衛的紀錄片風格和真實的街頭指導卻向導演卡薩維蒂、塞缪尔·富勒和早期的尚盧·高達表示感激。
1974年，女演員艾倫·鮑絲汀選擇了史柯西斯在《愛莉絲不住在這裡》中指導她，為此她贏得奧斯卡最佳女主角獎。雖然備受好評，電影在導演早期的職業生涯中仍是個反常的，因為電影是專注於一名主要的女性角色。其後他回到小意大利區探索他的種族根源，史柯西斯接下來的作品《意大利裔美國人》，是一部由他的父母查爾斯和凱瑟琳·史柯西斯演出的紀錄片。
下一部就是在1976年的《計程車司機》- 史高西斯的黑暗、城市噩夢使一個孤獨的男人慢慢地墮落到精神錯亂。這部電影讓史柯西斯成為一個熟練的電影製作人，並引起了電影攝影師邁克爾·查普曼的注意，他的風格傾向於高對比度、強烈的顏色和復雜的鏡頭移動。這部電影主演是勞勃·狄尼洛，飾演麻煩多的和有精神病的特拉维斯·比克尔（Travis Bickle）。電影的聯合主演則有茱蒂·佛斯特，飾演一名有高度爭議的未成年妓女角色，而夏菲·基圖飾演她的皮條男Matthew，稱為「"Sport"」。《計程車司機》還標誌著史柯西斯和作家保羅·許瑞德之間的一系列合作的開始，許瑞德受到包括將會成為刺客的阿瑟·布雷默的日記和法國導演羅伯特·布列松的電影《扒手》所影響。電影在上映後便立即出現了爭議，五年後，當約翰·欣克利對當時的總統隆納·雷根企圖進行暗殺的時候，《計程車司機》再次為人所矚目。欣克利後來把他的行為歸咎茱迪·佛斯特的《計程車司機》角色（在電影，迪尼路的角色特拉维斯·比克尔（Travis Bickle）企圖暗殺參議員）。《計程車司機》在1976年第29屆坎城影展上獲得了金棕櫚獎，也獲得了四項奧斯卡提名，包括最佳影片。
《計程車司機》的成功鼓勵了史柯西斯推動他的第一個大預算的項目：極為風格化的音樂電影《紐約，紐約》。這對史柯西斯的家鄉和經典荷里活音樂電影的致敬來說是一個票房失敗。這部電影是導演與羅拔·迪尼路的第三次合作，聯合主演則是麗莎·明尼利。電影在今天最值得記著的是電影標題名主題曲，由法蘭·仙納杜拉普及宣傳。雖然具有史柯西斯的慣常視覺派頭和風格化的演奏，許多評論家則認為這部電影的封閉氣氛較他的早期作品為沉重。雖然反響不佳，但電影受到一些影評人的正面肯定。Richard Brody在《紐約客》上寫道：「對於史柯西斯，一個終身的電影迷來說，紐約的精髓可以在經典的荷里活電影中找到出來的。明顯地，他對音樂電影和有營養的浪漫音樂劇的黃金時代的回顧致敬，成為他最隨心所欲和個人的電影之一。」
《紐約，紐約》令人失望的反響使史柯西斯感到沮喪。在這個階段，導演也產生了嚴重的可卡因上癮。然而，他尋找到創造的動力來製作非常受注視的《最後華爾茲》，這記錄了樂隊合唱團最後的音樂會。它在三藩市的溫特蘭德舞廳舉行，並成為了在一場音樂會上有大陣容的著名嘉賓表演者出場的紀錄片之一，包括巴布·狄倫、尼爾·楊、靈高·史達、馬迪·沃特斯、瓊尼·米歇爾、范·莫里森、保羅·巴特菲爾德、尼爾·戴門、羅尼·伍德和艾瑞克·克萊普頓。然而，史柯西斯對其他項目的承諾推遲了電影的發行，直到1978年為止。
1970年代的其他作品
另一部史柯西斯導演的紀錄片名為《American Boy》，也出現在1978年，主題集中在Steven Prince上，他曾出現在《的士司機》中飾演cocky槍推銷員。史柯西斯還為紀錄片《Elvis on Tour》幫助提供片段。1977年，他執導百老匯音樂劇《The Act》，由麗莎·明尼利主演。

### 1980年代
根劇幾個描述（包括史高西斯的），羅拔·迪尼路實際上挽救了史高西斯的生命，他說服史高西斯戒除可卡因成癮問題，以製作他的高評價電影《狂牛》。他把精力投入到製作這部中量級拳擊冠軍傑克·拉莫塔的暴力傳記中，稱之為神風式電影製作法。該電影被廣泛地視為一部傑作，並被英國的《视与听》雜誌評選為1980年代最偉大的電影。它得到了八項奧斯卡提名，包括最佳電影，最佳男主角和史高西斯的第一個最佳導演。迪尼路贏得男主角獎，與塞爾瑪·斯昆梅克一樣，她贏得最佳剪接，但最佳導演則去了羅拔·烈福的《凡夫俗子》。從這部作品開始，史高西斯的電影在宣傳資料上總是標記為「馬田·史高西斯電影」（A Martin Scorsese Picture）。《狂牛》以高對比度的黑白拍攝，是史高西斯的風格達到頂峰時期：《的士司機》和《紐約，紐約》使用表現主義的元素來復制心理學的觀點，但在這部的風格則被帶到新的極端程度，利用廣泛的慢動作、複雜的跟踪鏡頭，以及透視的過度失真（例如，拳擊臺的大小會從搏擊至搏擊中改變）。主題方面也一樣，從《窮街陋巷》和《的士司機》繼續下去：不安全的男性、暴力、內疚和贖罪。
雖然《狂牛》的劇本都歸功於保羅·許瑞德和Mardik Martin（之前他們合作編劇《窮街陋巷》），但是完成的劇本與許瑞德的原始草案有很大不同。它被包括傑伊·庫克斯在內的多位編劇重寫了好幾次（後來他繼續合作編劇史高西斯的電影《心外幽情》和《紐約風雲》）。最終草案主要由史高西斯和羅拔·迪尼路撰寫。美國電影學會選擇了《狂牛》作為排名前10大最佳體育電影中的第一位。1997年，該學會將《狂牛》評為在AFI百年百大電影的第24位最偉大的電影。2007年，他們將《狂牛》評選為在AFI百年百大電影10周年版上的第4位最偉大的電影。
史高西斯的下一個項目就是他與羅拔·迪尼路第五次合作的《喜劇之王》（1983年）。 它是諷刺世界上的媒體和名人，其中心角色是一名麻煩的孤獨者，他透過犯罪行為（綁架）而諷刺地變得出名。這部電影明顯偏離了他之前很有激情堅定的電影。視覺上，它的動態比史高西斯以前所發展的風格非常少，經常使用一個靜態鏡頭和長鏡頭。他以前的作品是表現主義，在這裡給予的是幾乎完全的超現實主義。它仍然具有許多史高西斯的標記特徵。然而，《喜劇之王》在票房上失敗了，但電影上映以來越來越受到影評人的好評。德國導演文·溫德斯將其列為他最喜歡的15部電影之中。
《下班後》（1985年），史高西斯的美學轉變回到一個簡化的，幾乎「地下的」電影製作風格。以極低的預算拍攝，位置在晚上的曼哈頓蘇豪區附近，這部電影是一部黑色喜劇，關於一個溫和的紐約文字處理員（格里芬·鄧尼 飾演）在一連串不幸的晚上的遭遇，並由迥然不同的演員客串，例如特瑞·加爾和切奇與鐘。
隨著1987年米高·積遜音樂錄影帶"Bad"，在1986年史高西斯製作了《金錢本色》，這是罗伯特·罗森執導與保羅·紐曼主演的《江湖浪子》（1961年）的續集，共同演員有湯·告魯斯。雖然秉承了史高西斯的既定風格，但《金錢本色》卻是導演第一次正式初次涉足主流的電影製作。這部電影最終為演員保羅·紐曼贏得了一項奧斯卡獎，並給了史高西斯影響力來支持他的一個長久目標計劃：《基督的最後誘惑》。
1983年，史高西斯開始了一個長期渴望的個人項目，《基督的最後誘惑》，基於由尼可斯·卡山札基寫的1951年小說（1960年英語翻譯）。芭芭拉·赫尔希回憶說，在他們拍攝《列車女賊》的時候，她向史高西斯介紹了這本小說。這部電影準備在派拉蒙電影旗下拍攝，但在主要攝影開始之前不久，派拉蒙因為宗教團體的壓力而抽掉了這個項目。在這個被拋棄的1983年版本中，艾丹·奎因被揀選飾演耶穌，而史田則飾演本丟·彼拉多（在1988年的版本中，這些角色分別由威廉·達福和大衛·寶兒飾演）。他在1980年代中期與商業荷里活調情後，史高西斯與保羅·許瑞德改編過的《基督的最後誘惑》劇本於1988年重新回到個人的電影製作。根據尼可斯·卡山札基有爭議性的1960年著作，本書重述了基督以人類身分的一生而不是神性的關係。全世界抗議電影的褻瀆，甚至在電影發布之前也引起了大規模狂怒，使其有效地將一個低預算獨立電影變成媒體轟動。大多數爭議集中在電影的最後段落，其中描繪了基督在十字架上期間於撒旦引起的幻覺中與抹大拉的馬利亞結婚和養育一家人。
回顧過去的爭議，《基督的最後誘惑》獲得了重要的好評，並仍然是史高西斯的標準中的一部重要作品：一個明確的嘗試搏鬥精神支撐了他的電影直到那一點。導演繼續得到他的第二次最佳奧斯卡導演獎提名（再次失敗，這一次敗給了《手足情未了》的巴瑞·李文森）。
- 1990年參演日本導演黑澤明的《夢》，飾演荷蘭畫家梵谷。
- 1997年美国电影学会頒AFI终身成就奖給斯科塞斯。
- 1998年斯科塞斯擔任第51屆坎城影展評審團主席。當年雖將金棕櫚獎頒給希臘導演泰奧·安哲羅普洛斯的《永遠的一天》，但最驚人的影像莫過於當評審團大獎頒給義大利導演羅貝托·貝尼尼的《美麗人生》時，羅貝托·貝尼尼先是在舞台上向史柯西斯下跪，然後再抱起斯科塞斯轉一圈的動人畫面。
- 2006年的影片《神鬼無間》乃翻拍自香港《無間道》系列之第一部，並令其得到第79屆奧斯卡金像獎最佳導演獎。
- 2010年1月18日，马丁·斯科塞斯荣获第67届金球奖终身成就奖。
- 2012年1月15日，斯科塞斯憑著《雨果的巴黎奇幻歷險》再次獲得第69屆金球獎最佳導演獎。其後此電影更入圍第84屆奧斯卡金像獎最佳電影等11項提名，成為本屆提名最多的電影。
- 2020年2月9日，斯科塞斯憑著《愛爾蘭人》入圍了第84屆奧斯卡金像獎最佳電影等10項提名，成為本屆提名次多的電影。

馬丁·斯科塞斯在進行劇情長片的同時，也拍了幾部跟義大利移民、義大利新現實主義、音樂（爵士樂、藍調）的紀錄片。

## 個人生活

### 婚姻狀況
史高西斯經歷過五次婚姻。第一任的妻子是拉蘭妮·馬里·布倫南（英語：Laraine Marie Brennan），於1965年與史高西斯結婚，育有一女Catherine，在1971年離婚。1976年，與美國作家茱莉亞·卡麥隆結婚，育有一女Domenica Cameron-Scorsese，但婚姻只維持了一年，他們的女兒於《海角驚魂》演出小角色，後來繼續擔任演員及導演。史高西斯於1979年與女演員伊莎貝拉·羅塞里尼結婚，至1983年離婚。1985年，與電影監制芭芭拉·德菲娜結婚，1991年離婚收場。1999年史高西斯與海倫·莫利斯（英語：Helen Schermerhorn Morris）結婚，其婚姻維持至今，育有一女Francesca，曾在《娛樂大亨》及《無間道風雲》中出現。

### 與羅拔·迪尼路的合作
史高西斯經常與羅拔·迪尼路合作，目前為止已合作了八部電影。他們由1970年代初互相認識後，史高西斯開始選迪尼路演出1973年的《窮街陋巷》。三年後，迪尼路在《的士司機》中擔任主角。他於1977年再次演出史高西斯的電影《紐約，紐約》，但票房慘淡。然而，他們的合作關係繼續維持到1980年代，包括《狂牛》及《喜劇之王》，前者更獲得高度成功。1990年，迪尼路主演《盗亦有道》，該電影帶來一致好評，其後也在1991年的《海角驚魂》及1995年的《賭城風雲》中演出。他們兩人也於2004年聲演動畫電影《鯊膽大話王》。2019年，馬丁再次與狄尼洛及另一位影帝艾爾·帕西諾合作了史詩式黑幫犯罪電影《愛爾蘭人》。

### 政治立場
馬田·史高西斯是美國民主黨的長期支持者。

## 影視作品

### 電影
| 年份 | 譯名標題           | 原名標題                        | 奖项/备注 |
| ---- | ------------------ | ------------------------------- | --- |
| 1968 | 《誰在敲我的門》   | Who's That Knocking at My Door  | |
| 1972 | 《冷血霹靂火》     | Boxcar Bertha                   | |
| 1973 | 《殘酷大街》       | Mean Streets                    | |
| 1974 | 《再見艾莉絲》     | Alice Doesn't Live Here Anymore | |
| 1976 | 《計程車司機》     | Taxi Driver                     | - 第29屆坎城影展金棕榈奖 - 美国影评人协会最佳导演 |
| 1977 | 《紐約，紐約》     | New York, New York              | |
| 1980 | 《蠻牛》           | Raging Bull                     | - 美国影评人协会最佳导演 - 第53届奥斯卡奖最佳导演提名 |
| 1983 | 《喜劇之王》       | The King of Comedy              | |
| 1985 | 《下班後》         | After Hours                     | 第39屆坎城影展最佳導演獎 |
| 1986 | 《金錢本色》       | The Color of Money              | |
| 1988 | 《基督的最後誘惑》 | The Last Temptation of Christ   | 第61届奥斯卡奖最佳导演提名 |
| 1989 | 《大都會傳奇》     | New York Stories                | 短片："Life Lessons" |
| 1990 | 《四海好傢伙》     | Goodfellas                      | - 第47屆威尼斯影展最佳導演銀獅獎 - 第44届英国学院奖最佳电影、最佳导演、最佳改编剧本 - 洛杉矶影评人协会最佳导演 - 纽约影评人协会最佳导演 - 美国影评人协会最佳导演 - 第63届奥斯卡奖最佳导演、最佳编剧提名 |
| 1991 | 《恐怖角》         | Cape Fear                       | |
| 1993 | 《純真年代》       | The Age of Innocence            | - 美国国家评论协会奖最佳导演 - 第66届奥斯卡奖最佳编剧提名 |
| 1995 | 《賭國風雲》       | Casino                          | |
| 1997 | 《達賴的一生》     | Kundun                          | |
| 1999 | 《穿梭鬼門關》     | Bringing Out the Dead           | |
| 2002 | 《紐約黑幫》       | Gangs of New York               | - 第60届金球奖最佳导演 - 第75届奥斯卡奖最佳导演提名 |
| 2004 | 《神鬼玩家》       | The Aviator                     | - 第59届英国电影学院奖最佳影片 - 第77届奥斯卡奖最佳导演提名 - 第62屆金球獎最佳影片 - 金球奖最佳导演提名                                                                                                 |
| 2006 | 《无间行者》       | The Departed                    | - 第64届金球奖最佳导演 - 第79届奥斯卡奖最佳电影与最佳导演奖 |
| 2010 | 《隔離島》         | Shutter Island                  | |
| 2011 | 《雨果的冒險》     | Hugo                            | - 3D儿童奇幻电影 - 第69屆金球獎最佳导演奖 - 國家評論協會最佳导演奖 - 第84屆奧斯卡金像獎最佳导演提名 |
| 2013 | 《華爾街之狼》     | The Wolf of Wall Street         | - 第67届英国电影学院奖最佳导演提名 - 第34屆伦敦影评人协会奖最佳导演提名 - 第66屆美国导演工会奖最佳导演提名 - 第86届奥斯卡金像獎最佳导演提名 - 第86届奥斯卡金像獎最佳影片提名 - 第71届金球奖最佳影片提名 |
| 2016 | 《沉默》           | Silence                         | |
| 2019 | 《愛爾蘭人》       | The Irishman                    | - 第73届英国电影学院奖最佳导演提名 - 第92届奥斯卡金像獎最佳导演提名 - 第92届奥斯卡金像獎最佳影片提名 - 第77届金球奖最佳影片提名 - 第77届金球奖最佳導演提名                                              |
| 2023 | 《花月殺手》       | Killers of the Flower Moon      | - 第96届奥斯卡金像獎最佳导演提名 - 第96届奥斯卡金像獎最佳影片提名 - 第81屆金球奖最佳影片提名 - 第81屆金球奖最佳導演提名 - 第81屆金球奖最佳劇本提名                                                      |

### 短片
| 年份 | 譯名標題                         | 原名標題                                                | 備註            |
| ---- | -------------------------------- | ------------------------------------------------------- | --------------- |
| 1959 | 《維蘇威六世》                   | Vesuvius VI                                             |                 |
| 1963 | 《你這麼好的女孩在這裡幹什麼？》 | What's a Nice Girl Like You Doing in a Place Like This? |                 |
| 1964 | 《那不僅是你，默里！》           | It's Not Just You, Murray!                              |                 |
| 1967 | 《剃鬚記》                       | The Big Shave                                           |                 |
| 1987 | 《飆》                           | Bad                                                     | 麥可·傑克森的MV |
| 1990 | 《米蘭製造》                     | Made in Milan                                           |                 |
| 2007 | 《瑞瑟瓦的關鍵》                 | Key to Reserva                                          |                 |
| 2015 | 《選角風雲》                     | The Audition                                            |                 |

### 紀錄片
| 年份 | 紀錄片                                           | 備註                     |
| ---- | ------------------------------------------------ | ------------------------ |
| 1966 | New York City... Melting Point                   |                          |
| 1970 | 街景一九七〇                                     |                          |
| 1973 | Martin Scorsese: Back on the Block               |                          |
| 1974 | 義大利裔美國人                                   |                          |
| 1978 | 最後華爾滋                                       |                          |
| 1978 | 美國男孩：史蒂芬·普林斯檔案                      |                          |
| 1995 | 馬丁·史柯西斯的美國電影之旅                      |                          |
| 1999 | 義大利電影課                                     |                          |
| 2001 | 群星為紐約而唱                                   | 短片："The Neighborhood" |
| 2004 | Lady by the Sea: The Statue of Liberty           |                          |
| 2005 | 巴布狄倫：迷途之家                               |                          |
| 2008 | 電光滾石                                         |                          |
| 2010 | 公眾演講                                         |                          |
| 2011 | 喬治哈里森：活在物質的世界                       |                          |
| 2014 | 紐約書評：爭鳴50年                               |                          |
| 2019 | 搖滾時事諷刺劇：馬丁·史柯西斯詮釋巴布·狄倫的故事 |                          |

### 電視劇
| 年份      | 譯名標題                         | 原名標題            | 備註                                                                                                 |
| --------- | -------------------------------- | ------------------- | --- |
| 1986      | 《幻海魔蹤》                     | Amazing Stories     | 第一季第19集︰Mirror, Mirror                                                                         |
| 2010-2014 | 《海濱帝國》                     | Boardwalk Empire    | 執行製作、導演（首播集） 黃金時段艾美獎劇情類最佳執導（2011年） 第63屆美國導演工會獎最佳電視戲劇系列 |
| 2016      | 《黑膠時代》                     | Vinyl               | 執行製作、導演（首播集）                                                                             |
| 2021      | 《弗蘭利波維茲：假裝我們在城市》 | Pretend It's a City | 紀錄片影集                                                                                           |

### 監製
| 年份 | 譯名標題                            | 原名標題                                          | 掛名       |
| ---- | ----------------------------------- | ------------------------------------------------- | ---------- |
| 1970 | 不適用                              | Item 72-D: The Adventures of Spa and Fon          | 諮詢監製   |
| 1971 | 不適用                              | We Have Come for Your Daughters                   | 副監製     |
| 1990 | 《千網危情》                        | The Grifters                                      | 監製       |
| 1990 | 不適用                              | PoV                                               | 執行製片人 |
| 1993 | 《碎夢人生》                        | Naked in New York                                 | 執行製片人 |
| 1993 | 《暫借的情人》                      | Mad Dog and Glory                                 | 監製       |
| 1994 | 《緊閉雙眼》                        | With Closed Eyes                                  | 執行製片人 |
| 1995 | 《狙击手》                          | Search and Destroy                                | 執行製片人 |
| 1995 | 《惟有蓝调》                        | Nothing but the Blues                             | 未掛名監製 |
| 1995 | 《毒家猛料》                        | Clockers                                          | 監製       |
| 1996 | 《芳心之歌》                        | Grace of My Heart                                 | 執行製片人 |
| 1997 | 不適用                              | Kicked in the Head                                | 執行製片人 |
| 1998 | 《非戀不可》                        | The Hi-Lo Country                                 | 監製       |
| 2000 | 《請再靠緊我》                      | You Can Count on Me                               | 執行製片人 |
| 2001 | 《十三岁之微雨》                    | Rain                                              | 執行製片人 |
| 2003 | 《布鲁斯之魂》                      | The Soul of a Man                                 | 執行製片人 |
| 2004 | 不適用                              | Lightning in a Bottle                             | 執行製片人 |
| 2004 | 《希臘新娘》                        | Brides                                            | 執行製片人 |
| 2004 | 科學怪人                            | Frankenstein                                      | 執行製片人 |
| 2004 | 不適用                              | Something to Believe In                           | 執行製片人 |
| 2007 | 維爾·魯東：陰影中的人               | Val Lewton: The Man in the Shadows                | 執行製片人 |
| 2008 | 不適用                              | Picasso & Braque Go to the Movies                 | 監製       |
| 2008 | 《萊姆生活》                        | Lymelife                                          | 執行製片人 |
| 2009 | 《宮廷眷戀－維多利亞與阿爾拔親王》  | The Young Victoria                                | 監製       |
| 2011 | 《科技不進化論》                    | Surviving Progress                                | 執行製片人 |
| 2013 | 不適用                              | Glickman                                          | 執行製片人 |
| 2013 | 《黑幫追殺令》                      | The Family                                        | 執行製片人 |
| 2013 | 不適用                              | Peter Gabriel: Live in Athens 1987                | 執行製片人 |
| 2014 | 《生活本身》                        | Life Itself                                       | 執行製片人 |
| 2014 | 《河的第三邊》                      | La tercera orilla                                 | 執行製片人 |
| 2014 | 《青龙复仇》                        | Revenge of the Green Dragons                      | 執行製片人 |
| 2015 | 《B咖流氓》                         | The Wannabe                                       | 執行製片人 |
| 2015 | 《明天》                            | Demain                                            | 執行製片人 |
| 2016 | 《浴血而戰》                        | Bleed for This                                    | 執行製片人 |
| 2016 | 《玩命鎗火》                        | Free Fire                                         | 執行製片人 |
| 2016 | 《洪水來臨前》                      | Before the Flood                                  | 執行製片人 |
| 2017 | 良田百頃                            | Abundant Acreage Available                        | 執行製片人 |
| 2017 | 《雪人》                            | The Snowman                                       | 執行製片人 |
| 2017 | 《感恩而死的漫長旅程》              | Long Strange Trip                                 | 執行製片人 |
| 2017 | 《壞小子，安啦！》                  | A Ciambra                                         | 執行製片人 |
| 2017 | 《電流大戰》                        | The Current War                                   | 執行製作人 |
| 2018 | 《幸福的拉札洛》                    | Lazzaro felice                                    | 執行製作人 |
| 2018 | 《明天》                            | Tomorrow                                          | 執行製作人 |
| 2019 | 《我們的相愛時光》                  | The Souvenir                                      | 執行製作人 |
| 2019 | 《曼哈頓戀舞曲》                    | Port Authority                                    | 執行製作人 |
| 2019 | 《曾經是兄弟：羅比·羅伯特森與樂隊》 | Once Were Brothers: Robbie Robertson and the Band | 執行製作人 |
| 2019 | 《原鑽》                            | Uncut Gems                                        | 執行製作人 |
| 2020 | 《雪莉》                            | Shirley                                           | 執行製作人 |
| 2020 | 《女人碎片》                        | Pieces of a Woman                                 | 執行製作人 |
| 2021 | 《我們的相愛時光：續篇》            | The Souvenir Part II                              | 執行製作人 |
| 2021 | 《湛藍青春海》                      | Murina                                            | 執行製作人 |
| 2021 | 《算牌手》                          | The Card Counter                                  | 執行製作人 |
| 2022 | 《永恒的女儿》                      | The Eternal Daughter                              | 執行製作人 |
| 2023 | 《宠物店的日子》                    | Pet Shop Days                                     | 執行製作人 |
| 2023 | 《音乐大师》                        | Maestro                                           | 監製       |
| 2024 | 《披头士1964》                      | Beatles '64                                       | 監製       |
| 2025 | 《去死吧，我的爱》                  | Die, My Love                                      | 監製       |

## 附錄

### 馬丁·史柯西斯自選十二部影史最偉大電影
1. 《2001太空漫遊》（2001: A Space Odyssey），英國（美國） ── 史丹利·庫柏力克，1968年
2. 《八又二分之一》（8½），義大利 ── 費德里柯·費里尼，1963年
3. 《灰燼與鑽石》（Popiół i diament），波蘭 ── 安德烈·華依達，1958年
4. 《大國民》（Citizen Kane），美國 ── 奧森·威爾斯，1941年
5. 《浩氣蓋山河》（Il Gattopardo），義大利 ── 盧奇諾·維斯康堤，1963年
6. 《老鄉》（Paisà），義大利 ── 羅伯托·羅塞里尼，1946年
7. 《紅菱艷（英语：The Red Shoes (1948 film)）》（The Red Shoes），英國 ── 艾默利·普萊斯柏格、麥可·鮑爾，1948年
8. 《大河（法语：Le Fleuve (film, 1951)）》（Le Fleuve），法國（印度、美國） ── 尚·雷諾瓦，1951年
9. 《龍頭之死（義大利語：Salvatore Giuliano (film)）》（Salvatore Giuliano），義大利 ── 法蘭西斯科·羅西，1962年
10. 《搜索者》（The Searchers），美國 ── 約翰·福特，1956年
11. 《雨月物語》（雨月物語）日本 ── 溝口健二，1953年
12. 《迷魂記》（Vertigo）美國 ── 亞佛烈德·希區考克，1958年

### 馬丁·史柯西斯自選1990年代最愛作品
1. 《盗马贼（英语：The Horse Thief）》，中國──田壯壯，1986年
2. 《紅色警戒》（The Thin Red Line），美國──泰倫斯·馬利克，1998年
3. 《多桑》，台灣──吳念真，1994年
4. 《大開眼戒》（Eyes Wide Shut），美國（英國）──史丹利·庫柏力克，1999年
5. 《壞中尉》（Bad Lieutenant），美國──阿貝爾·費拉拉，1992年
6. 《破浪而出》（Breaking the Waves），丹麥（瑞典、挪威、荷蘭、法國）──拉斯·馮·提爾，1996年
7. 《脫線沖天炮》（Bottle Rocket），美國──魏斯·安德森，1996年
8. 《慾望號快車（英语：Crash (1996 film)）》（Crash），加拿大（美國）──大衛·柯能堡，1996年
9. 《冰血暴》（Fargo），美國──科恩兄弟，1996年
10. 《麥爾坎·X》（Malcolm X），美國──史派克·李，1992年／《烈火悍將》（Heat），美國──麥可·曼恩，1995年，（並列）。